# Chặng đua MotoGP Đức 2023
Chặng đua MotoGP Đức 2023 là chặng đua thứ 7 của mùa giải đua xe MotoGP 2023. Chặng đua diễn ra từ ngày 16/06/2023 đến ngày 18/06/2023 ở trường đua Sachsenring, Đức.
Tay đua Jorge Martin của đội đua Pramac Racing chiến thắng cả hai cuộc đua Print race và đua chính của thể thức MotoGP. Sau chặng đua Francesco Bagnaia tiếp tục dẫn đầu bảng xếp hạng tổng với 160 điểm.

## Kết quả phân hạng thể thức MotoGP
| Fastest session lap |

| Stt                | Số xe | Tay đua               | Xe      | Kết quả      | Kết quả  |
| Stt                | Số xe | Tay đua               | Xe      | Q1           | Q2       |
| ------------------ | ----- | --------------------- | ------- | ------------ | -------- |
| 1                  | 1     | Francesco Bagnaia     | Ducati  | Vào thẳng Q2 | 1'21.409 |
| 2                  | 10    | Luca Marini           | Ducati  | Vào thẳng Q2 | 1'21.487 |
| 3                  | 43    | Jack Miller           | KTM     | Vào thẳng Q2 | 1'21.492 |
| 4                  | 5     | Johann Zarco          | Ducati  | Vào thẳng Q2 | 1'21.765 |
| 5                  | 72    | Marco Bezzecchi       | Ducati  | Vào thẳng Q2 | 1'21.936 |
| 6                  | 89    | Jorge Martín          | Ducati  | Vào thẳng Q2 | 1'21.995 |
| 7                  | 93    | Marc Márquez          | Honda   | 1'25.681     | 1'22.013 |
| 8                  | 73    | Álex Márquez          | Ducati  | Vào thẳng Q2 | 1'22.044 |
| 9                  | 33    | Brad Binder           | KTM     | 1'24.655     | 1'22.047 |
| 10                 | 41    | Aleix Espargaró       | Aprilia | Vào thẳng Q2 | 1'22.222 |
| 11                 | 23    | Enea Bastianini       | Ducati  | Vào thẳng Q2 | 1'22.239 |
| 12                 | 20    | Fabio Quartararo      | Yamaha  | Vào thẳng Q2 | 1'22.421 |
| 13                 | 12    | Maverick Viñales      | Aprilia | 1'27.269     | N/A      |
| 14                 | 49    | Fabio Di Giannantonio | Ducati  | 1'27.692     | N/A      |
| 15                 | 37    | Augusto Fernández     | KTM     | 1'27.734     | N/A      |
| 16                 | 88    | Miguel Oliveira       | Aprilia | 1'27.882     | N/A      |
| 17                 | 21    | Franco Morbidelli     | Yamaha  | 1'27.908     | N/A      |
| 18                 | 30    | Takaaki Nakagami      | Honda   | 1'28.404     | N/A      |
| 19                 | 25    | Raúl Fernández        | Aprilia | 1'29.119     | N/A      |
| 20                 | 94    | Jonas Folger          | KTM     | 1'29.712     | N/A      |
| Kết quả chính thức |       |                       |         |              |          |

## Kết quả Sprint race
| Stt                                                          | Số xe | Tay đua               | Đội đua                      | Xe      | Lap | Kết quả   | Xuất phát | Điểm |
| ------------------------------------------------------------ | ----- | --------------------- | ---------------------------- | ------- | --- | --------- | --------- | ---- |
| 1                                                            | 89    | Jorge Martín          | Prima Pramac Racing          | Ducati  | 15  | 20:21.871 | 6         | 12   |
| 2                                                            | 1     | Francesco Bagnaia     | Ducati Lenovo Team           | Ducati  | 15  | +2.468    | 1         | 9    |
| 3                                                            | 43    | Jack Miller           | Red Bull KTM Factory Racing  | KTM     | 15  | +3.287    | 3         | 7    |
| 4                                                            | 10    | Luca Marini           | Mooney VR46 Racing Team      | Ducati  | 15  | +5.487    | 2         | 6    |
| 5                                                            | 5     | Johann Zarco          | Prima Pramac Racing          | Ducati  | 15  | +5.538    | 4         | 5    |
| 6                                                            | 33    | Brad Binder           | Red Bull KTM Factory Racing  | KTM     | 15  | +6.289    | 9         | 4    |
| 7                                                            | 72    | Marco Bezzecchi       | Mooney VR46 Racing Team      | Ducati  | 15  | +6.956    | 5         | 3    |
| 8                                                            | 73    | Álex Márquez          | Gresini Racing MotoGP        | Ducati  | 15  | +9.261    | 8         | 2    |
| 9                                                            | 41    | Aleix Espargaró       | Aprilia Racing               | Aprilia | 15  | +9.691    | 10        | 1    |
| 10                                                           | 23    | Enea Bastianini       | Ducati Lenovo Team           | Ducati  | 15  | +9.715    | 11        |      |
| 11                                                           | 93    | Marc Márquez          | Repsol Honda Team            | Honda   | 15  | +10.828   | 7         |      |
| 12                                                           | 49    | Fabio Di Giannantonio | Gresini Racing MotoGP        | Ducati  | 15  | +10.905   | 14        |      |
| 13                                                           | 20    | Fabio Quartararo      | Monster Energy Yamaha MotoGP | Yamaha  | 15  | +11.366   | 12        |      |
| 14                                                           | 37    | Augusto Fernández     | GasGas Factory Racing Tech3  | KTM     | 15  | +12.593   | 15        |      |
| 15                                                           | 21    | Franco Morbidelli     | Monster Energy Yamaha MotoGP | Yamaha  | 15  | +12.905   | 17        |      |
| 16                                                           | 88    | Miguel Oliveira       | CryptoData RNF MotoGP Team   | Aprilia | 15  | +13.837   | 16        |      |
| 17                                                           | 30    | Takaaki Nakagami      | LCR Honda Idemitsu           | Honda   | 15  | +14.505   | 18        |      |
| 18                                                           | 25    | Raúl Fernández        | CryptoData RNF MotoGP Team   | Aprilia | 15  | +28.959   | 19        |      |
| Ret                                                          | 12    | Maverick Viñales      | Aprilia Racing               | Aprilia | 11  | Ngã xe    | 13        |      |
| Ret                                                          | 94    | Jonas Folger          | GasGas Factory Racing Tech3  | KTM     | 6   | Bỏ cuộc   | 20        |      |
| Fastest sprint lap: Jorge Martín (Ducati) – 1:20.886 (lap 7) |       |                       |                              |         |     |           |           |      |
| Kết quả chính thức                                           |       |                       |                              |         |     |           |           |      |

## Kết quả đua chính thể thức MotoGP
| Stt                                                   | Số xe | Tay đua               | Đội đua                      | Xe      | Lap | Kết quả        | Xuất phát | Điểm |
| ----------------------------------------------------- | ----- | --------------------- | ---------------------------- | ------- | --- | -------------- | --------- | ---- |
| 1                                                     | 89    | Jorge Martín          | Prima Pramac Racing          | Ducati  | 30  | 40:52.449      | 6         | 25   |
| 2                                                     | 1     | Francesco Bagnaia     | Ducati Lenovo Team           | Ducati  | 30  | +0.064         | 1         | 20   |
| 3                                                     | 5     | Johann Zarco          | Prima Pramac Racing          | Ducati  | 30  | +7.013         | 4         | 16   |
| 4                                                     | 72    | Marco Bezzecchi       | Mooney VR46 Racing Team      | Ducati  | 30  | +8.430         | 5         | 13   |
| 5                                                     | 10    | Luca Marini           | Mooney VR46 Racing Team      | Ducati  | 30  | +11.679        | 2         | 11   |
| 6                                                     | 43    | Jack Miller           | Red Bull KTM Factory Racing  | KTM     | 30  | +11.904        | 3         | 10   |
| 7                                                     | 73    | Álex Márquez          | Gresini Racing MotoGP        | Ducati  | 30  | +14.040        | 7         | 9    |
| 8                                                     | 23    | Enea Bastianini       | Ducati Lenovo Team           | Ducati  | 30  | +14.859        | 10        | 8    |
| 9                                                     | 49    | Fabio Di Giannantonio | Gresini Racing MotoGP        | Ducati  | 30  | +17.061        | 13        | 7    |
| 10                                                    | 88    | Miguel Oliveira       | CryptoData RNF MotoGP Team   | Aprilia | 30  | +19.648        | 15        | 6    |
| 11                                                    | 37    | Augusto Fernández     | GasGas Factory Racing Tech3  | KTM     | 30  | +19.997        | 14        | 5    |
| 12                                                    | 21    | Franco Morbidelli     | Monster Energy Yamaha MotoGP | Yamaha  | 30  | +22.949        | 16        | 4    |
| 13                                                    | 20    | Fabio Quartararo      | Monster Energy Yamaha MotoGP | Yamaha  | 30  | +25.117        | 11        | 3    |
| 14                                                    | 30    | Takaaki Nakagami      | LCR Honda Idemitsu           | Honda   | 30  | +25.327        | 17        | 2    |
| 15                                                    | 25    | Raúl Fernández        | CryptoData RNF MotoGP Team   | Aprilia | 30  | +25.503        | 18        | 1    |
| 16                                                    | 41    | Aleix Espargaró       | Aprilia Racing               | Aprilia | 30  | +28.543        | 9         |      |
| 17                                                    | 94    | Jonas Folger          | GasGas Factory Racing Tech3  | KTM     | 30  | +48.962        | 19        |      |
| Ret                                                   | 33    | Brad Binder           | Red Bull KTM Factory Racing  | KTM     | 18  | Ngã xe         | 8         |      |
| Ret                                                   | 12    | Maverick Viñales      | Aprilia Racing               | Aprilia | 8   | Hư động cơ     | 12        |      |
| DNS                                                   | 93    | Marc Márquez          | Repsol Honda Team            | Honda   |     | Không tham gia |           |      |
| Fastest lap: Johann Zarco (Ducati) – 1:21.225 (lap 8) |       |                       |                              |         |     |                |           |      |
| Kết quả chính thức                                    |       |                       |                              |         |     |                |           |      |

- Marc Márquez bị chấn thương ở phiên chạy khởi động nên không tham gia cuộc đua chính

## Bảng xếp hạng sau chặng đua
|   | Stt | Tay đua           | Điểm |
| - | --- | ----------------- | ---- |
|   | 1   | Francesco Bagnaia | 160  |
| 1 | 2   | Jorge Martín      | 144  |
| 1 | 3   | Marco Bezzecchi   | 126  |
| 1 | 4   | Johann Zarco      | 109  |
| 1 | 5   | Brad Binder       | 96   |

|  | Stt | Xưởng đua | Điểm |
|  | --- | --------- | ---- |
|  | 1   | Ducati    | 248  |
|  | 2   | KTM       | 135  |
|  | 3   | Aprilia   | 99   |
|  | 4   | Honda     | 81   |
|  | 5   | Yamaha    | 68   |

|   | Stt | Đội đua                     | Điểm |
| - | --- | --------------------------- | ---- |
|   | 1   | Prima Pramac Racing         | 253  |
|   | 2   | Mooney VR46 Racing Team     | 215  |
| 1 | 3   | Ducati Lenovo Team          | 186  |
| 1 | 4   | Red Bull KTM Factory Racing | 175  |
|   | 5   | Aprilia Racing              | 108  |